# Lucie Aubrac (Film)
Lucie Aubrac ist ein französischer Spielfilm von Claude Berri aus dem Jahr 1997. Er beruht lose auf der Biografie Ils partiront dans l’ivresse von Lucie Aubrac.

## Handlung
Lyon, im März 1943: Raymond und Lucie Aubrac sind in der Résistance aktiv. Bei einem Treffen werden drei Mitglieder der Gruppe verhaftet, unter ihnen Raymond, der sich François Vallet nennt. Sie geben sich vor der Gestapo als Schwarzmarkthändler aus und werden daher schnell an die französische Polizei überwiesen. Lucie Aubrac sucht den Staatsanwalt auf, der sich auch nach mehreren Wochen weigert, die Männer freizulassen, da er in ihnen mehr als Schwarzmarkthändler vermutet. Lucie und ihr Mann haben sich einst geschworen, an jedem 14. Mai zusammen zu sein. Lucie sucht den Staatsanwalt auf und droht ihm, dass er das Ende des 14. Mai nicht erleben werde, sollte Raymond nicht am Morgen dieses Tages freikommen. Sie verweist diffus auf eine Anordnung Charles de Gaulles, die sich konkret an ihn gerichtet habe. Am Morgen des 14. Mai kommt Raymond frei. Einige Zeit später verbringen Lucie und Raymond ihren Urlaub am Meer. Lucie eröffnet ihm, dass sie schwanger ist. Das Kind wird voraussichtlich im Februar 1944 auf die Welt kommen.
Zurück in Lyon nimmt Raymond eine neue Identität an und wird nun Claude Ermelin. Nachdem mit General Charles Delestraint ein wichtiges Mitglied der Résistance in Paris verhaftet wird, soll Raymond Aubrac ihn in Frankreichs Nordzone als Inspekteur der Résistance ersetzen und nach Paris ziehen. Zu einer genauen Absprache ist ein Geheimtreffen in einem Raum über der Praxis des Arztes Dr. Frédéric Dugoujon angesetzt, zu dem neben Raymond und anderen Mitgliedern der Résistance auch der unter dem Namen Max agierende Leiter der Résistance Jean Moulin erwartet wird. Sehr früh ist der eigentlich nicht zum engen Kreis gehörende René Hardy anwesend, der nur kurz mit Max reden und vor dem eigentlichen Treffen wieder gehen will. Raymond und Max verspäten sich und werden durch ein Missverständnis im Wartezimmer des Arztes platziert. Kurz darauf stürmt die Gestapo das Gebäude und verhaftet die Teilnehmer des Treffens sowie sämtliche Patienten. Hardy gelingt als einzigem die Flucht, zumal er nicht gefesselt wurde und die Soldaten den Flüchtenden nicht erschießen. Er gilt den Mitgliedern der Résistance nun als Maulwurf und Verräter.
Raymond wird mit Max und den anderen Verhafteten in Fort Montluc gefangen gehalten, jedoch regelmäßig zu Verhören zu Klaus Barbie gebracht, wo er sich als Patient Dugoujons ausgibt. Die Mitglieder der Résistance organisieren die Befreiung von Max und den anderen. Sie überwachen die Gefangenentransporte und notieren sich Abfahrts- und Ankunftszeiten. Lucie Aubrac wiederum beginnt um die Freilassung ihres Mannes zu kämpfen. Sie sucht Klaus Barbie auf, um Raymonds Freilassung zu erbitten. Sie berichtet ihm, dass sie „Claude Ermelin“ seit zwei Monaten kenne und von ihm schwanger sei. Sie wolle ihn heiraten, damit das Kind einen Vater habe. Lucie Aubrac erfährt so, dass die Gestapo bereits Raymonds Vor-Identität herausbekommen hat, er für sie also François Vallet ist. Zudem macht Barbie ihr klar, dass er ein Terrorist sei. Eine Freilassung lehnt er ab. Kurz darauf wird Raymond vom französischen Kriegsgericht zum Tode verurteilt. Lucie warnt Raymonds Eltern, ihren Nachnamen zu wechseln, doch bestehen diese darauf, ihren Nachnamen Samuel zu behalten.
Um in der Résistance freier agieren zu können, gibt Lucie Aubrac ihren Sohn in Pflege. Sie nimmt den Namen Ghislaine de Barbentane an und schafft es, über einen Zahlmeister der Gestapo in Kontakt zu Leutnant Schlondorff zu treten. Diesen bittet sie, ihr die Heirat mit „François Vallet“ zu ermöglichen, was laut französischem Gesetz möglich ist. Er erbittet sich eine Woche Bearbeitungszeit. In dieser Zeit wird Lucie Aubrac von Paul Lardanchet kontaktiert. Er hat eine Zeitlang mit Raymond die Zelle geteilt und informiert Lucie Aubrac nun darüber, dass Raymond zum Tode verurteilt wurde. Am nächsten Dienstag teilt Schlondorff Lucie mit, dass der Heirat stattgegeben wurde. Da zunächst Raymonds Einverständnis eingeholt werden muss, ist ein erstes Treffen beider für den folgenden Dienstag vorgesehen. Eine Befreiung Raymonds im Anschluss an das Treffen schlägt jedoch fehl, sodass der Tag der Hochzeit die letzte Möglichkeit ist. Nach der Heirat werden zahlreiche Gefangene zurück nach Fort Montluc gebracht. Der Résistance gelingt es, den Gefangenentransport anzuhalten, die Fahrer und das Wachpersonal zu töten und alle Gefangenen zu befreien. In ihrem Versteck erfahren Lucie und Raymond kurz darauf, dass Raymonds Eltern gefangen genommen wurden. Raymond bricht in Tränen aus und Lucie tröstet ihn mit Verweis auf das Kind, das sie von ihm erwartet. Einige Zeit später gelingt es Raymond, Lucie und ihrem Sohn, nach England zu fliehen. Hier kommt kurz nach der Flucht die gemeinsame Tochter zur Welt.

## Produktion
Lucie Aubrac basiert lose auf realen Ereignissen. Laut Filmnachspann gab Lucie Aubrac das Einverständnis für die Verwendung ihres Namens als Filmtitel, da Claude Berri aktiv die Fondation de la Résistance unterstützte.
Die Dreharbeiten fanden in Lyon und Caluire statt, wobei das Budget rund 21,35 Millionen Euro betrug. Ursprünglich war Juliette Binoche für die Hauptrolle vorgesehen, wurde jedoch kurz nach Beginn der Dreharbeiten durch Carole Bouquet ersetzt, weil sie sich Berris Vorstellung der Rollengestaltung nicht anpassen wollte. Die Kostüme schuf Sylvie Gautrelet, die Filmbauten stammten von Olivier Radot.
Lucie Aubrac erlebte seine Premiere auf der Berlinale 1997 (zwischen 13. und 24. Februar 1997) und kam am 26. Februar 1997 in die französischen Kinos, wo der Film von 1.706.219 Zuschauern gesehen wurde. Im Jahr 2000 erschien er in Frankreich auf DVD.
In Deutschland ist er bisher nicht außerhalb des Festivalrahmens erschienen. Am 11. September 2023 wurde er unter dem Titel Lucie Aubrac, Heldin der Résistance auf Arte ausgestrahlt.

## Kritik
„Claude Berri hat die Historie zum Kostümfilm zurechtgestutzt, mit bösen Nazis aus dem antifaschistischen Bilderbuch und Untergrundkämpfern, deren Widerstandsgeist sich an der Kombination von schmalen Lippen und herzensguten Augen ablesen läßt“, schrieb Die Zeit im Rückblick auf die Berlinale über Lucie Aubrac, und fasste zusammen: „‚Lucie Aubrac‘ gebührt der Preis für die biederste Geschichtsstunde des Festivals.“

## Auszeichnungen
Auf der Berlinale 1997 lief Lucie Aubrac im Wettbewerb um den Goldenen Bären. Im Jahr 1998 war er für einen BAFTA als Bester nicht-englischsprachiger Film nominiert.